# Place Decuignères
La place Descuignères est une place de Clermont de l'Oise située à l'extrémité ouest de la rue de la République. C'est l'une des places les plus importantes de la ville.

## Historique
Cette place est le croisement de plusieurs rues et importantes au Moyen Âge et à la Révolution :
- La Rue Pierre Viénot, anciennement Rue des pourceaux et Rue de Mouy (ancien passage vers Paris), actuel passage vers Mouy (D929)
- La Rue de la République, anciennement Rue de Condé, Rue de la Montagne et Rue du Faubourg; seule artère commerçante de Clermont vers le centre-ville.
- La Rue des fontaines (ancien passage vers Beauvais et Amiens), ancienne rue commerçante.
- La Rue de Paris (ancien passage vers Creil, puis vers Paris), percée en 1767, ancienne Route royale de Paris à Dunkerque et Route nationale 16, actuelle D916.
- La Rue du Général de Gaulle, percée en 1837, vers Amiens; ancienne Route royale de Paris à Dunkerque et Route nationale 16, actuelle D916.

C'est grâce à cette situation que cette place s'est développée par la construction de commerces, hôtels et auberges, qui ont aujourd'hui toutes disparu.
La place était bordée par l'église des Trinitaires, accolée au couvent du même nom qui était situé dans l'ilot des rues de la république, des finets et de paris. Le couvent et l'église dataient du XIVe siècle. L'église fut vendu à 14 050 francs, puis rasée le 10 juillet 1793. Le couvent n'eut qu'une existence éphémère. On trouve encore le vestige du cloître qui est aujourd'hui la forme du parking de la sous-préfecture, bâtie à cet endroit depuis.

### Nomination
Cette place s'est appelée :
- Place Saint-André pendant le Moyen Âge et la renaissance
- Carrefour de la Révolution à la Révolution française
- Place Descuignères depuis la fin de la seconde guerre mondiale

Elle porte le nom de Joshep Nöel Descuignères qui était maire de Clermont de 1878 jusqu'en 1884.

## Foires et commerces

### Foires
C'est sur cette place que se tenait la foire Saint-André, le 30 novembre.

### Commerces
La place a accueilli bon nombre de commerces, qui changent au fil des siècles.
Voici quelques anciens commerces de la place :
- Le Café de la comédie (XIXe siècle)
- L'Auberge de l'Ecu de France (XIIe siècle)
- L'Hôtel Saint-André (XIXe siècle)
- L'Hôtel du Cygne, de la Grosse Tête ou du Croissant (XIXe siècle)
- L'Épicerie Centrale (XXe siècle)
- La Quincaillerie de la vieille montagne (XIXe siècle)